# Drangedal
Drangedal er en skovkommune i Vestfold og Telemark i Norge. Kommunen, har et areal på 1.062², og en befolkning på
4.163 indbyggere (2006). Den består af byerne Tørdal og Drangedal, og ligger omkring søen Tokke og dens tiløb. Næringsgrundlaget består mest af jord- og skovbrug, småindustri, turisme og transportselskaber. Kommunens forvaltning  ligger i byen Prestestranda. Drangedals "kommuneblomst" er tyttebærblomsten.
Kommunens højeste punkt er beliggende 910 moh. på bjerget Fagerliheia.
Drangedal grænser i syd-vest til Gjerstad (i Aust-Agder), i vest til Nissedal, i nord til Kviteseid, i nord-øst til Nome, i øst til Skien og i syd til Bamble og Kragerø. 
Vintersportsstedet Gautefall ligger i den vestlige del af kommunen, og er godt kendt[kilde mangler] af folk fra Telemarken og Sydlandet. Om sommeren er søen Tokke et eftertragtet rekreationsområde, der den med sine mange øer og afstikkere strækker sig fra Prestestranda og helt ned til Kragerø og Bamble.
På Gautefall er det planlagt at etablere et unikt helårsanlæg for skiskyding – Gautefall Biathlon.
Drangedal kan skilte med at være en af de allerførste[kilde mangler] kommuner i Norge med fuld bredbåndsdækning. 
Kommunen har gennem elværket Drangedal everks "access nett" (DEAN) har udbygget et eget stamnet for kommunen, og udbygget alle telefoncentraler i kommunen for bredbåndstilbud.

## Personer fra Drangedal
- Hallvard Gråtopp (død formodentlig 1438)
- Nicolai Johan Lohmann Krog († 1856), offiser, embetsmann, forsvarsminister, og førstestatsråd.
- Olav Sannes, politiker, forfatter, stortingsrepræsentant, statsstipendiat († 1946)
- Vidar Sundstøl (1963-), forfatter[2][3]